# Gadila aequalis
Gadila aequalis är en blötdjursart som först beskrevs av Dall 1881.  Gadila aequalis ingår i släktet Gadila och familjen Gadilidae. Inga underarter finns listade i Catalogue of Life.